# Jalla! Jalla!
Jalla! Jalla! è un film commedia del 2000 diretto da Josef Fares.

## Trama
Lisa vuole conoscere la famiglia di Roro, un libanese migrato diverso tempo prima in Svezia, ma il ragazzo teme che la scelta di stare con una ragazza svedese possa creare alcuni problemi con il resto dei familiari, molto tradizionalisti. Quando finalmente si decide a portare la ragazza a casa, scopre che nel frattempo suo padre ha organizzato un incontro con la famiglia di Yasmin, anche lei libanese. La ragazza spiega a Roro che se non farà credere alla famiglia che si sposerà entro l'estate, verrà rispedita in Libano contro la sua volontà. Così chiede a Roro di mentire e confermare l'intenzione di sposarla.
Nel frattempo l'amico e collega di Roro Måns ha problemi sessuali con la sua partner e per questo sperimenta tutte le possibili pratiche per tornare ad avere una vita di coppia normale. Ma quando la crisi costringe la sua donna a lasciarlo scopre di essere innamorato di Yasmin e a questo punto le cose per i due amici si complicano.

## Riconoscimenti
- Bermuda International Film Festival - Premio della giuria
- Bratislava International Film Festival - Audience Award
- 2001 - Guldbagge
  - Candidatura a miglior film